# Liste des plus hauts gratte-ciel de Kaohsiung

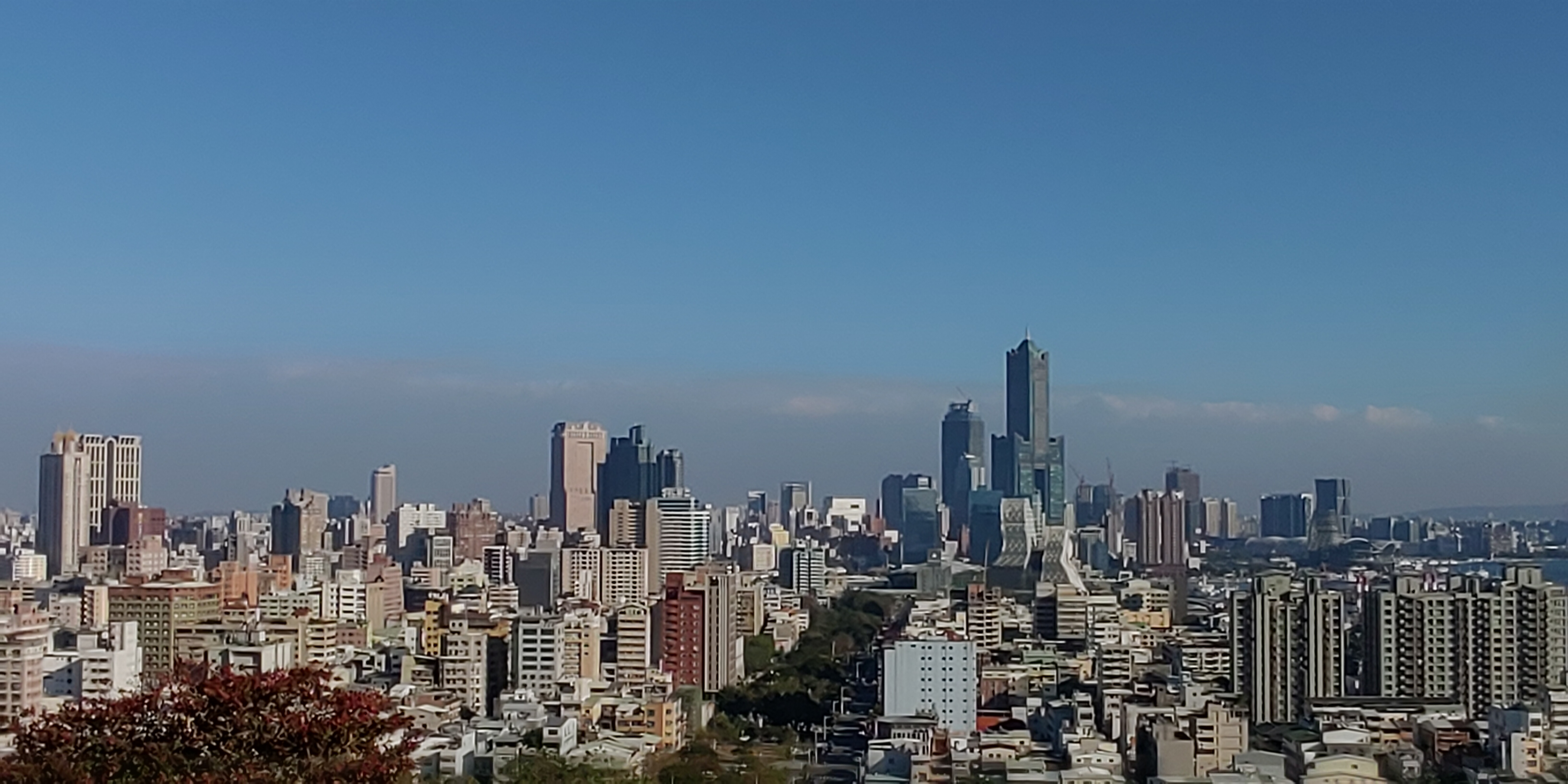
La ligne d'horizon de Kaohsiung

Cet article présente une liste des plus hauts gratte-ciel de Kaohsiung, la troisième plus grande ville de Taiwan. Depuis les années 1980, plus de 150 immeubles d'au 100 mètres de hauteur y ont été construits , en lien avec la croissance économique très importante de la ville. Parmi ces gratte-ciel, 12 ont au moins 150 m de hauteur .
En décembre 2020, la liste des immeubles d'au moins 135 mètres de hauteur y est la suivante d'après Emporis et Skyscraperpage,.

## Liste
| Rang | Nom                                                         | Image | Hauteur | Étages | Année | Location | Référence |
| ---- | ----------------------------------------------------------- | ----- | ------- | ------ | ----- | -------- | --------- |
| 1    | Tuntex Sky Tower (高雄85大樓)                               |       | 347,5   | 85     | 1997  | Lingya   | [ 5 ]     |
| 2    | Farglory THE ONE (遠雄THE ONE)                              |       | 268,6   | 70     | 2019  | Cianjhen | [ 6 ]     |
| 3    | Chang-Gu World Trade Center (長谷世貿大樓)                  |       | 222     | 50     | 1992  | Sanmin   | [ 7 ]     |
| 4    | Grand Hi-Lai Hotel (漢來新世界中心)                         |       | 186     | 42     | 1995  | Qianjin  | [ 8 ]     |
| 5    | Guo-Yan Building BC (國揚國硯 BC)                           |       | 171     | 41     | 2013  | Lingya   | [ 9 ]     |
| 6    | Asia-Pacific Financial Plaza (宏總亞太財經廣場)             |       | 169,8   | 42     | 1992  | Lingya   | [ 10 ]    |
| 7    | Linden Hotel (寒軒國際大飯店)                               |       | 160,3   | 42     | 1994  | Lingya   | [ 11 ]    |
| 8    | Kaohsiung Marriott Hotel (高雄萬豪酒店)                     |       | 156     | 31     | 2019  | Gushan   | [ 12 ]    |
| 9    | King's Residence (京城京城)                                 |       | 154     | 36     | 2015  | Gushan   | [ 13 ]    |
| 10   | Highwealth - City of Leadership A (興富發華人匯 A棟)        |       | 150     | 38     | 2016  | Gushan   | [ 14 ]    |
| 10=  | Highwealth - City of Leadership B (興富發華人匯 B棟)        |       | 150     | 38     | 2016  | Gushan   | [ 15 ]    |
| 12   | Xin-Fu-Hwa (馨馥華)                                         |       | 149     | 41     | 2000  | Sinsing  | [ 16 ]    |
| 12=  | Vespi Tower (維士比大樓)                                    |       | 149     | 32     | 1998  | Lingya   | [ 17 ]    |
| 14   | Main Public Library Phase II (高雄市圖書總館第二期文創會館) |       | 148     | 27     | 2020  | Cianjhen | [ 18 ]    |
| 15   | Ba Ba – Central Park (巴巴中央花園)                         |       | 144     | 38     | 2015  | Qianjin  | [ 19 ]    |
| 16   | Guo-Yan Building A (國揚國硯 A)                             |       | 144     | 38     | 2013  | Lingya   | [ 20 ]    |
| 17   | Highwealth - The Only Royal B (興富發國王一號院 B棟)        |       | 143     | 33     | 2014  | Lingya   | [ 21 ]    |
| 17=  | Highwealth - The Only Royal A (興富發國王一號院 A棟)        |       | 143     | 33     | 2014  | Lingya   | [ 22 ]    |
| 19   | Kaohsiung Twin Towers 1 (夢萊茵 1)                          |       | 142     | 35     | 1996  | Qianjin  | [ 23 ]    |
| 19=  | Kaohsiung Twin Towers 2 (夢萊茵 2)                          |       | 142     | 35     | 1996  | Qianjin  | [ 24 ]    |
| 19=  | DA LI - Royal Palace (達麗宮廷)                             |       | 142     | 37     | 2015  | Zuoying  | [ 25 ]    |
| 22   | Highwealth - King Castle (興富發國王城堡)                   |       | 138     | 37     | 2014  | Gushan   | [ 26 ]    |
| 23   | King's Town Hyatt (京城凱悅)                                |       | 137     | 35     | 2009  | Qianjin  | [ 27 ]    |
| 24   | Bao-Cheng Enterprise Tower (寶成企業大下)                   |       | 135     | 37     | 1997  | Qianjin  | [ 28 ]    |
| 24=  | Cathay Pacific Central Plaza (國泰中央廣場)                 |       | 135     | 30     | 2001  | Cianjhen | [ 29 ]    |
| 24=  | China Steel Corporation Headquarters (中鋼集團總部大樓)     |       | 135     | 29     | 2013  | Cianjhen | [ 30 ]    |